# Josef Osička
Josef Osička (* 5. března 1975 Valtice) je český politik, od roku 2010 starosta obce Moravský Žižkov na Břeclavsku, člen hnutí STAN.

## Život
Narodil se sice ve Valticích, ale od mala žije v Moravském Žižkově. Po základní škole absolvoval zemědělské učiliště v Lednici, poté si na zemědělské střední škole v Bystřici nad Pernštejnem udělal maturitu v oboru mechanizace rostlinné výroby. Ještě později vystudoval obor veřejná správa a veřejná politika na Fakultě sociálních věd Univerzity sv. Cyrila a Metoda v Trnavě (získal titul Mgr.).  
Profesní dráhu začínal v zemědělském družstvu v Moravském Žižkově, pak chvíli podnikal. Od prosince 1996 do června 2009 pracoval jako řidič autobusu a později referent osobní dopravy u dopravní společnosti BORS Břeclav, od června 2009 do října 2010 pak byl vedoucím provozu ve firmě Recyklace Příborský, která působí v oboru recyklace odpadů.
Působí jako místopředseda svazku obcí Region Podluží.
Josef Osička žije v obci Moravský Žižkov na Břeclavsku. Je ženatý a má dvě děti. Ve volném čase rád jezdí na motorce a hraje na kytaru.

## Politické působení
V komunálních volbách v roce 2010 byl zvolen jako nezávislý na kandidátce subjektu „Sdružení nezávislých kandidátů - "Změna"“ zastupitelem obce Moravský Žižkov. Následně se v listopadu 2010 stal starostou obce. Mandát zastupitele obce pak obhájil ve volbách v letech 2014 (nezávislý, lídr kandidátky subjektu „Změna“), 2018 (nezávislý, lídr kandidátky subjektu „SNK - ZMĚNA“) a 2022 (člen hnutí STAN, lídr kandidátky subjektu „SNK - ZMĚNA“); stejně tak byl po druhé, po třetí a po čtvrté zvolen starostou obce.
V krajských volbách v roce 2016 kandidoval jako nestraník za hnutí STAN do Zastupitelstva Jihomoravského kraje na kandidátce subjektu „Starostové pro Jižní Moravu“ (tj. hnutí STAN a hnutí SOM), ale neuspěl. Zvolen nebyl ani ve volbách v roce 2020, když kandidoval již jako člen hnutí STAN za subjekt „STAN“ (tj. hnutí STAN a hnutí SOL).
Ve volbách do Poslanecké sněmovny PČR v roce 2017 kandidoval v Jihomoravském kraji jako nestraník za hnutí STAN, ale nebyl zvolen.
Ve volbách do Senátu PČR v roce 2024 kandidoval jako člen hnutí STAN v obvodu č. 56 – Břeclav. Jeho kandidaturu podporovali též Piráti. Se ziskem 13,48 % hlasů skončil na 4. místě a nepostoupil tak do druhého kola.